# Metro v Tchien-ťinu
Metro v Tchien-ťinu, přímo spravovaném městě na severu Čínské lidové republiky, bylo původně otevřeno v roce 1984 a je tak druhým nejstarším v pevninské Číně po pekingském metru, ovšem v letech 2001-2006 prošlo celkovou přestavbou. K roku 2024 má jedenáct linek o celkové délce zhruba 303 kilometrů a dohromady o 222 stanicích.

## Historie
O potřebě vyřešit v Tchien-ťinu hromadnou dopravu bylo rozhodnuto krátce po založení Čínské lidové republiky, ale hospodářská situace země pozdržela výstavbu až do sedmdesátých let dvacátého století. První úsek o délce 3,6 kilometrů a čtyřech stanicích Sin-chua-lu, Jing-kchou-tao, An-šan-tao a Chaj-kuang-s’ v trase linky 1 byl hotový v únoru 1976. V červenci stejného roku ale Čínou otřáslo zemětřesení v Tchang-šanu a práce pak byly přerušeny až do roku 1979. V roce 1980 přibyl další úsek o délce 1,6 kilometru se stanicemi Sin-an-ťiao a Er-wej-lu. S dalšími dvěma stanicemi dokončenými v prosinci 1984 dosáhla délka trasy 7,4 kilometru a 28. prosince bylo metro uvedeno do provozu.
Z úsporných důvodu byla část trasy vedena nepoužívaným vodním kanálem v hloubce pouhé dva až tři metry pod povrchem, značná část prací navíc probíhala formou dobrovolnických brigád.
Už v devadesátých letech ale byla celá linka a její infrastruktura shledána zastaralou a 1. září 2001 byla uzavřena ke kompletní rekonstrukci. Znovu otevřena byla 6. prosince 2006.
Mezitím začala výstavba dalších linek. Linka 9 se začala stavět v roce 2001 a první úsek byl uveden do provozu 28. března 2004. V roce 2012 byly do provozu uvedeny linky 2 a 3 a v roce 2016 linka 6.